# Лафлин, Грегори
Грегори (Грег) Лафлин (англ. Gregory P. Laughlin) — американский профессор астрономии и астрофизики Калифорнийского университета в Санта-Крузе, планетолог.
Степень доктора философии по астрономии и астрофизике получил в Калифорнийском университете в Санта-Крузе. После защиты диссертации занимался исследовательской работой в Мичиганском университете и в Калифорнийском университете в Беркли.
В 1999—2001 годах работал в НАСА в Исследовательском центре Эймса.
С 2001 года преподаватель Калифорнийского университета в Санта-Крузе, с 2007 года полный профессор.
Соавтор книги «Пять возрастов вселенной — в глубинах физики вечности» (1999; The Five Ages of the Universe—Inside the Physics of Eternity), переведённой на более чем десять языков.